# Jean-Charles Monnet
Pour les articles homonymes, voir Monnet.
Jean-Charles Monnet est un navigateur et un skipper français, né le 24 avril 1984.

## Biographie
Il habite à Larmor-Plage dans le Morbihan. C'est le directeur technique de Damien Seguin depuis 2018.

## Palmarès
- 2001 :
  - 3e du Championnat de France Espoir

- 2002 :
  - 3e de la Transmanche SRCO

- 2003 :
  - 2e du Trophées des Lycées

- 2005 :
  - 3e de la Course Cowes-Ouistreham - Record SNSM en solitaire

- 2007 :
  - 35e sur 49 classés de la Solitaire du Figaro 7e des bizuths sur 13 classés.
  - 17e de  La Route du Ponant
  - 28e du Tour de Bretagne
  - 3e de la Transmanche

- 2008 :
  - 21e du Championnat de France de course au large en solitaire
  - 21e de la Cap Istanbul
  - 31e sur 49 classés de la Solitaire du Figaro
  - 33e de la Course des Falaises
  - 14e de la Transat AG2R
  - 10e de la Solo Arrimer

- 2009
  - Solidaire du Chocolat - abandon pour avaries
  - 6e des 1000 milles de la Brittany Ferries
  - 42e sur 49 classés de la Solitaire du Figaro
  - 4e de la Transmanche CCI
  - 24e de la Solo Ports de France

- 2010 :
  - 8e de la Normandy Sailing Week
  - 3e du Spi Ouest-France
  - Vainqueur de la Solo Basse Normandie
  - 18e de la Solitaire du Figaro